# Radio Bresse
 (février 2025).
Motif : où sont les sources nationales indépendantes ?
- Archive Wikiwix
- Bing
- Cairn
- DuckDuckGo
- E. Universalis
- Gallica
- Google
- G. Books
- G. News
- G. Scholar
- Persée
- Qwant
- (zh) Baidu
- (ru) Yandex
- (wd) trouver des œuvres sur Wikidata

| 1. | Préciser le motif de la pose du bandeau. | Précisez le motif de la pose du bandeau en utilisant la syntaxe suivante : {{admissibilité à vérifier\|date=mars 2025\|motif=remplacez ce texte par le motif}}                    |
| 2. | Informer les utilisateurs concernés.     | Pensez à avertir le créateur de l'article, par exemple, en insérant le code ci-dessous sur sa page de discussion : {{subst:avertissement admissibilité à vérifier\|Radio Bresse}} |

Radio Bresse est une station de radio associative non commerciale généraliste de catégorie A, située en Saône-et-Loire et créée en avril 1985, émettant officiellement sur le territoire depuis le 2 juin 1986.
Le siège de la station est installé sur le territoire de la commune de Branges, petite commune située dans l'arrondissement de Louhans.
À ses débuts, la station, à vocation purement locale, basait son fonctionnement sur le bénévolat de la plupart de ses animateurs et de ses techniciens, mais elle compte aujourd'hui quelques salariés. Radio Bresse émet 24 heures sur 24 et 7 jours sur 7 sur les ondes FM et est 100% autonome sur l'organisation, la programmation et la gestion de ses programmes.
Selon le site de la station, plus de deux cents associations réparties dans les départements de Saône-et-Loire, du Jura, de la Côte-d'Or et de l’Ain communiquent sur Radio Bresse. Une émission d'information et de discussion en langue bressane y est diffusée régulièrement.

## Historique
Après quelques essais infructueux dus à un manque d'équipement correct en 1984, la station de radio finit par être opérationnelle, l'année suivante et reçoit l'autorisation officielle d'émettre le 24 décembre 1985. En 1997, l'antenne change de direction avec Annette Martin, puis en 2000, la station est partiellement détruite par la foudre, mais elle se relève grâce à la mobilisation des pouvoirs publics. En 2012, la station change de direction, à la suite de la nomination d'Alain Trontin, toujours à la tête de l'entreprise en 2018.
L'antenne émettrice fut d'abord située sur le territoire de Chateaurenaud, commune associée à Louhans, sous préfecture de Saône-et-Loire et principale ville de la Bresse bourguignonne, puis, afin de bénéficier d'une meilleure diffusion, l'antenne a été installée au sommet d'un château d'eau situé à Sornay. Le studio, quant à lui, a été aménagé à Branges. Ces deux communes d'accueil du site sont voisines de Louhans, et dépendent de la même communauté de communes dite « Cœur de Bresse », secteur que la station de radio n'a pas quitté depuis.

## Fonctionnement

### Zone de couverture
La station de radio couvre une zone de 60 km autour de Louhans, permettant ainsi d'être reçue dans tous les territoires de la Bresse que sont la Bresse jurassienne correspondant à l'ouest du département du Jura, la Bresse bourguignonne, correspondant à l'est du département de Saône-et-Loire et la Bresse de l'Ain, correspondant au nord-ouest du département de l'Ain. La puissance de son émetteur lui permet également d'avoir des auditeurs à Chalon-sur-Saône, à Mâcon et à Lons-le-Saunier, principales villes de la région.

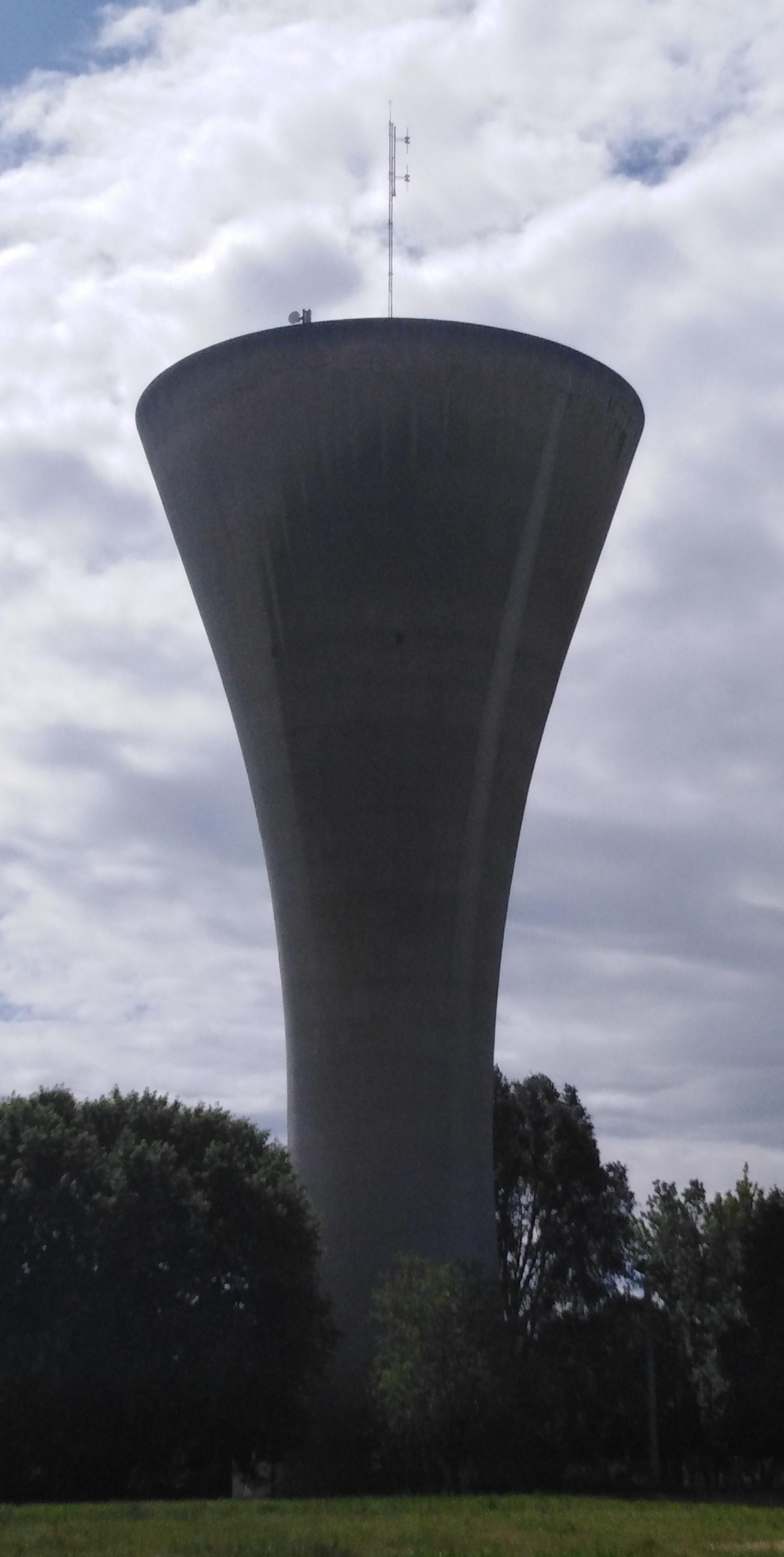
Château d'eau de Sornay, accueillant l'émetteur de Radio Bresse (vue de profil).
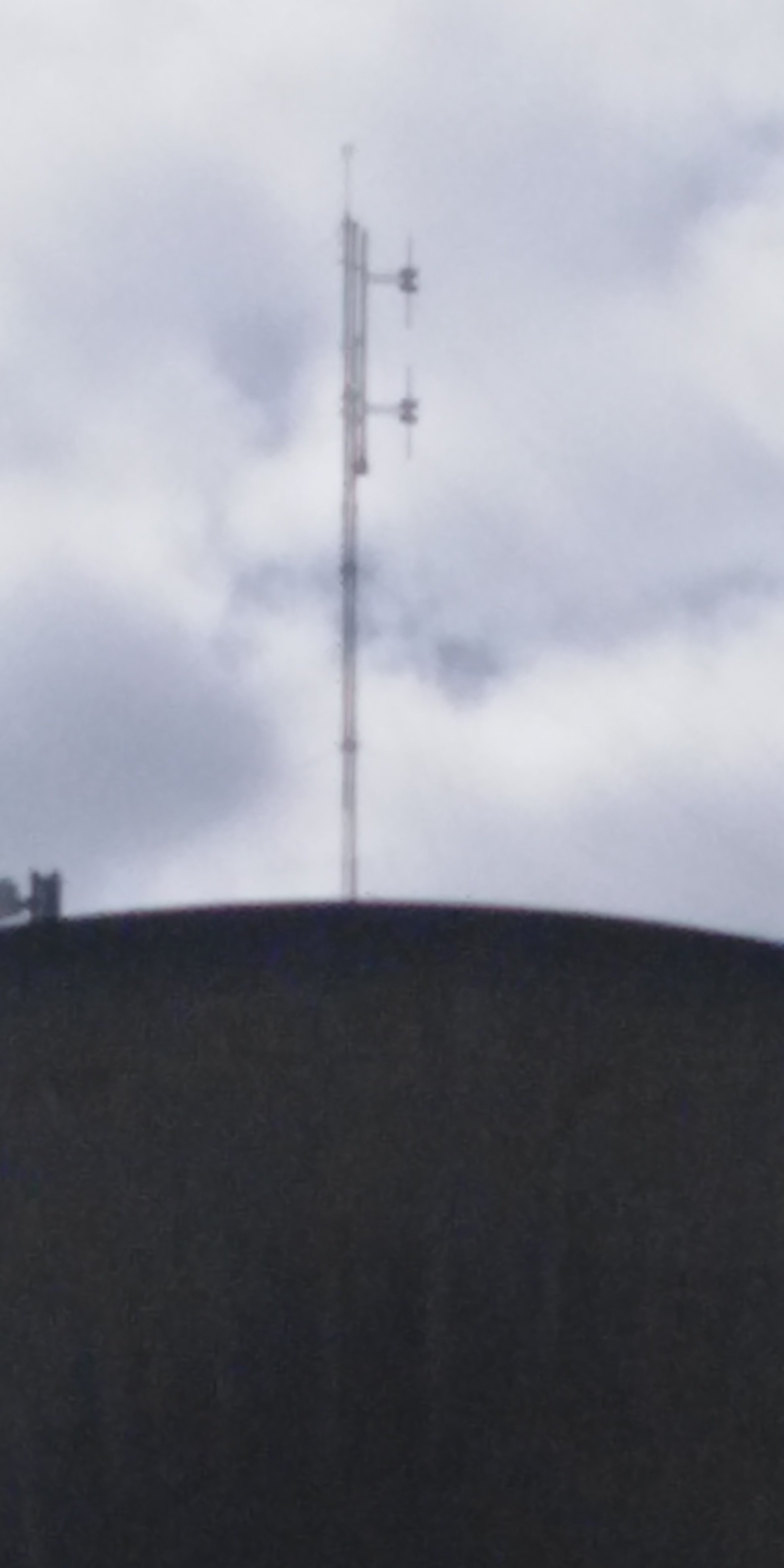
Château d'eau de Sornay, accueillant l'émetteur de Radio Bresse (vue rapprochée sur l'antenne).
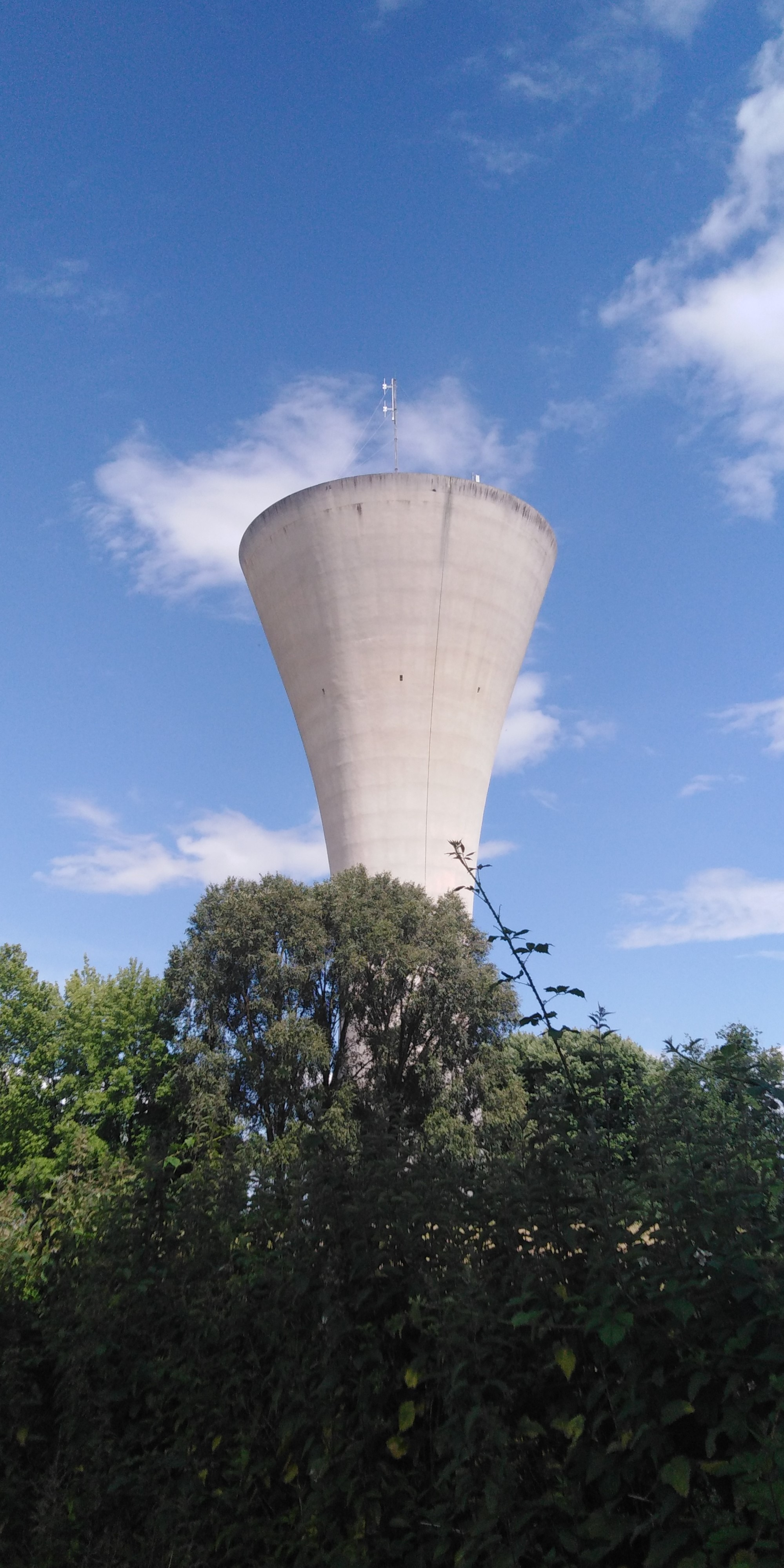
Château d'eau de Sornay, accueillant l'émetteur de Radio Bresse (vue de face).
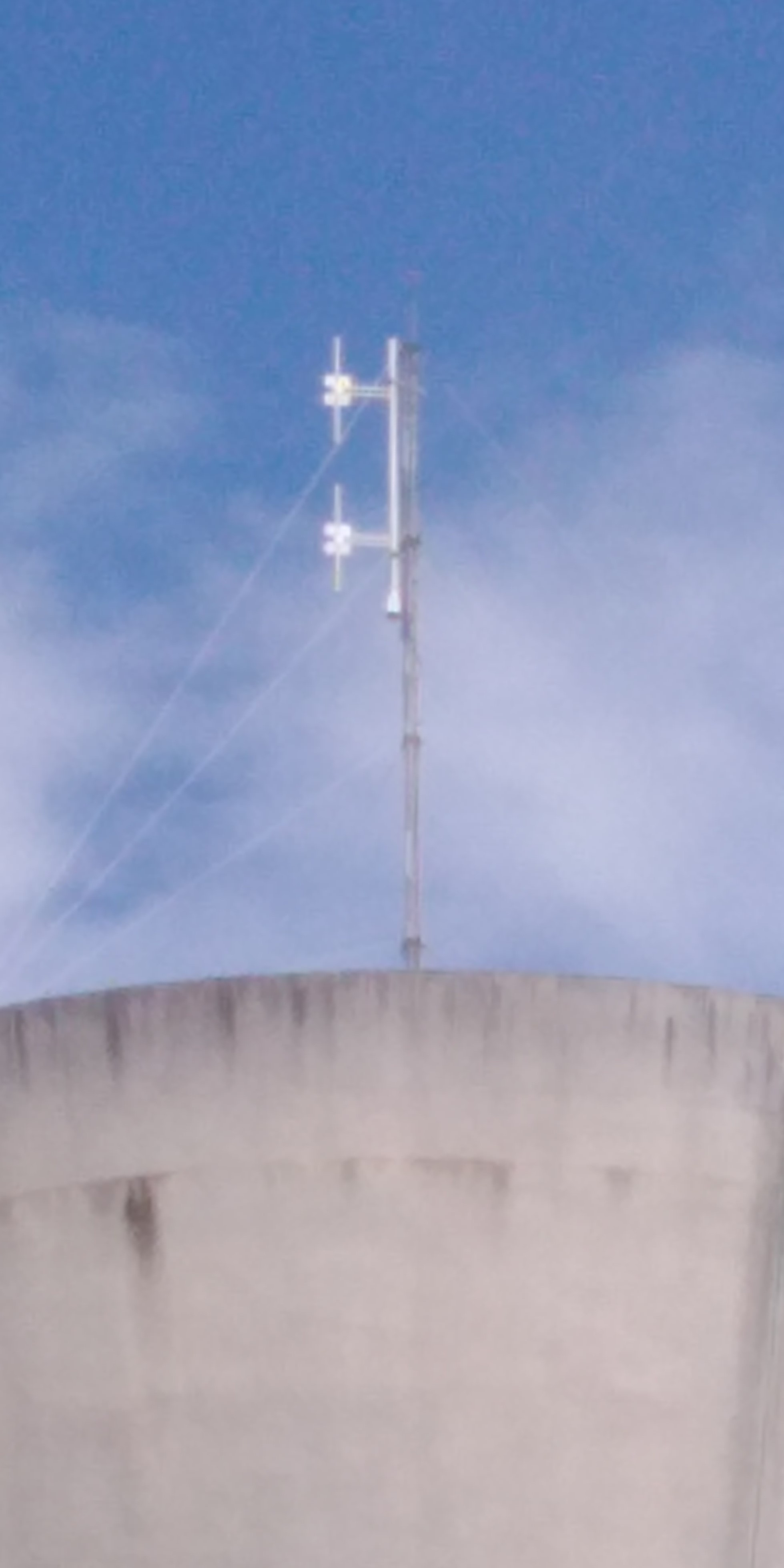
Château d'eau de Sornay, accueillant l'émetteur de Radio Bresse (vue de face rapprochée sur l'antenne).

### Fréquence
La fréquence attribuée par le Conseil supérieur de l’audiovisuel reste la même pour tout le secteur : 92,8 MHz.
| Zone            | Fréquence | Site de diffusion          | Ville de diffusion | Type d'infrastructure | Puissance | Altitude du Site | Hauteur d'antenne | Diffuseur    | RDS      | Journal Officiel                       |
| --------------- | --------- | -------------------------- | ------------------ | --------------------- | --------- | ---------------- | ----------------- | ------------ | -------- | -------------------------------------- |
| Lons-le-Saunier | 92,8 MHz  | Rippe de la Croix à Sornay | Louhans            | Château d'eau         | 1 kW      | 196 m            | 80 m              | Radio Bresse | R_BRESSE | Décision n° 2012-DI-08 du 25 juin 2012 |

### Effectif et audience
L'association « Radio Bresse », dont le siège et le studio sont installés au-dessus de la salle des fêtes de la commune de Branges, déclare un effectif de six salariés et bénéficie d'une équipe d'environ 60 bénévoles pour une audience estimée entre 40,000 et 50,000 auditeurs quotidiens fidélisés, ce qui reste un chiffre relativement important au vu de la zone de couverture qui reste rurale.

## Émissions

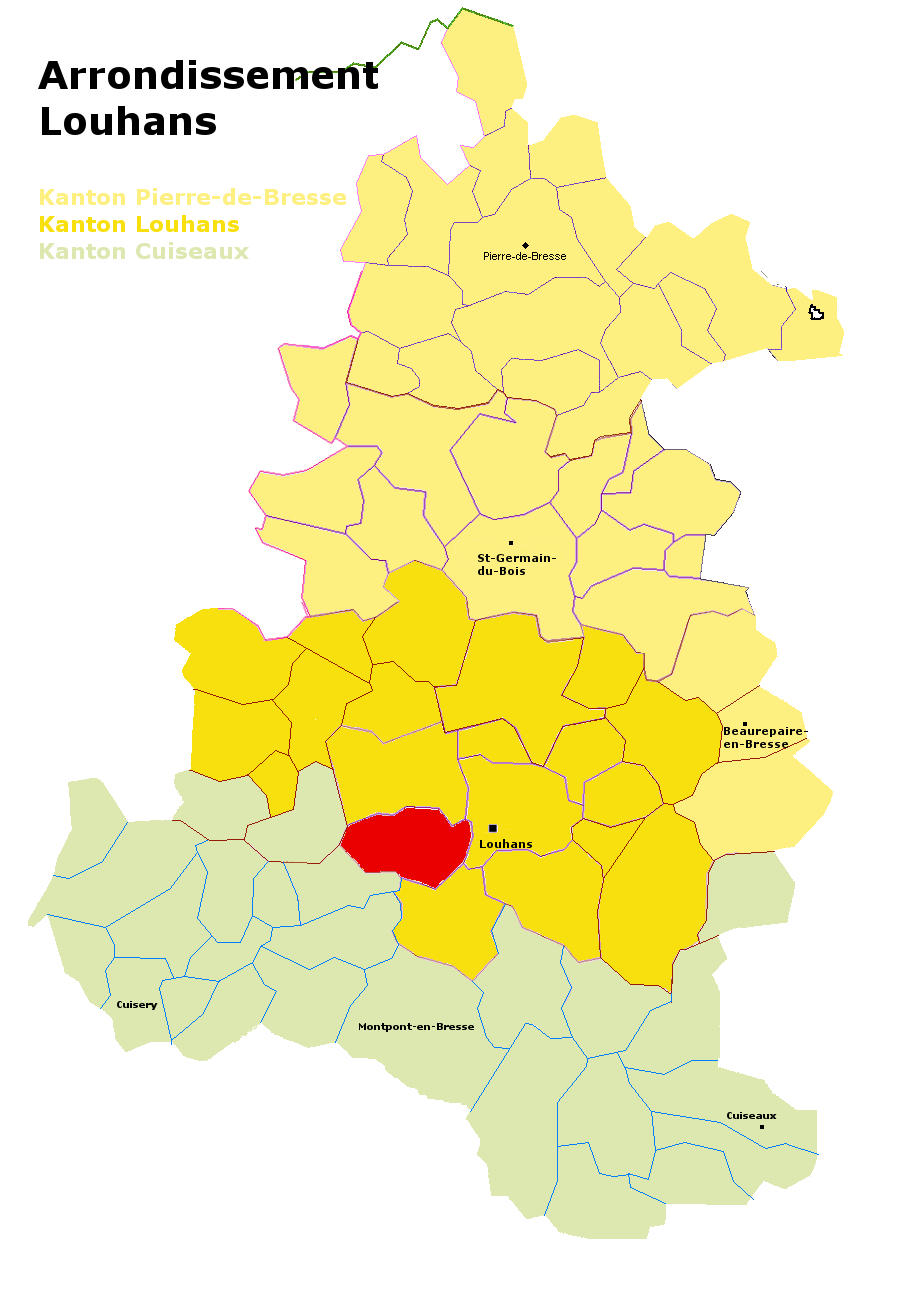
L'émetteur de Radio Bresse est situé sur la commune de Sornay (en rouge) dans l'arrondissement de Louhans

Les émissions les plus régulières à fort taux d'écoute (locale) diffusée sur l'antenne depuis 2016, sont :
| - « Flash infos nationales » (journal quotidien d'informations nationales); - « Infos locales » (deux journaux quotidien d'informations de la région bressane); - « Chronique littéraire » (magazine littéraire quotidien); - « Libre Antenne » (magazine quotidien de société); - « L'after school » (émission quotidienne de détente à destination des jeunes) - « Cota bressan » (Information locale en langue bressane, dialecte du francoprovençal); - « Party club» (émission musicale); | - « Revue de Presse » (magazine hebdomadaire d'information); - « Place Publique » (magazine politique); - « Laissons les Chanter » (émission musicale); - « 100% paléo » (lié au Paléo festival); - « Grand format » (interview d'un invité); - « Week-end attitude » (émission du samedi après-midi); - « Génération vinyle » (émission musicale); - « Vendredi Sport » (émission sportive); - « Loto radiophonique » (jeu organisé une fois par an). - « Le Student Show » (émission étudiante) |

Il existe également d'autres programmes de variétés, de culture, de divertissement et d'information, telles que des émissions consacrés à l'accordéon, à la musique funk, aux petites annonces locales, à l'écomusée de la Bresse bourguignonne, à la bande dessinée.

### Organigramme

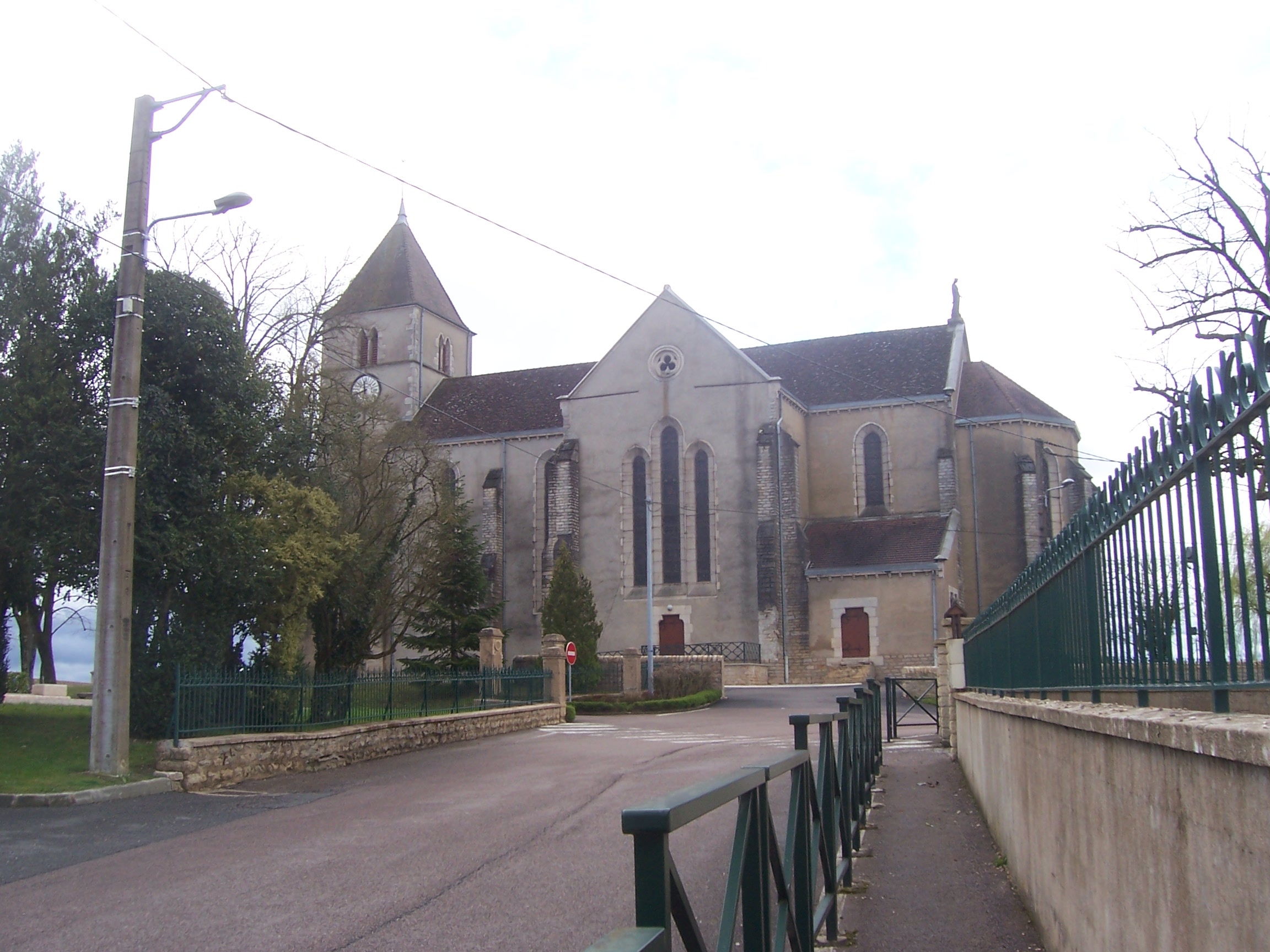
Les studios de Radio Bresse sont situés à Branges (photo du bourg)

La direction de la station est assurée par Alain Trontin, Président, et par Ghislaine Charton, Vice-Présidente. Elle dispose également d'un Directeur d'antenne et Rédacteur en chef, Yannick Briez et d'un conseil d'administration.
Cette station locale comprend de nombreux animateurs, dont voici une liste non exhaustive, telle qu'elle est présentée sur le site de la station :
- Chroniqueur bande dessinée : Guy Jaillet ;
- Chroniqueurs musicaux : Chris Almodovar, Simon Lacroix,Frédéric Groffier,
Fabrice Lerenard, Cédric et Véronique Brechbuhl ;
- Chroniqueur en patois : Bernard Bue, André Massot ;
- Journalistes : Yannick Briez, Géraldine Gilles, Juliane Barday.
- Reporters et correspondants : Alexis Bisson